# 포켓몬스터Pt 기라티나
《포켓몬스터Pt 기라티나》(일본어: ポケットモンスタープラチナ, 영어: Pokémon Platinum)는 게임 프리크가 개발하고 닌텐도가 발매한 포켓몬스터 시리즈의 게임이다. 《포켓몬스터DP 디아루가·펄기아》의 후속작으로서, 《포켓몬스터 청》, 《포켓몬스터 피카츄》, 《포켓몬스터 크리스탈》과 마찬가지로 전작을 보완해 리메이크하였다. 일본에서는 포켓몬스터 플라티나라는 이름으로 2008년 9월 13일에 발매되었고, 북미는 2009년 3월 22일에, 유럽은 5월 22일에 발매되었다. 한국에서는 7월 2일에 발매되었다.
큰 줄거리는 전작인 《포켓몬스터DP 디아루가·펄기아》와 유사하며, 처음에 남녀 트레이너 중 하나의 캐릭터를 선택한 후 마박사로부터 불꽃숭이, 팽도리, 모부기 중 하나의 스타팅 포켓몬을 받아 게임을 시작한다. 메인 전설의 포켓몬은 기라티나로 변경되었으며, 기라티나가 관장하는 공간인 '깨어진 세계'가 이야기의 전개에 중요한 역할을 한다. 게임의 줄거리는 세계를 탐험하고 체육관에 도전하여 챔피언이 되는 포켓몬 시리즈의 전통을 따라간다. 플레이어는 신오지방의 산과 바다와 초원과 도시를 탐험하며 포켓몬을 잡아 도감을 완성하고, 다른 포켓몬과 턴제 전투를 통해 자신의 포켓몬을 육성하게 된다.
《포켓몬스터Pt 기라티나》는 메타크리틱과 게임랭킹스에서 각각 84와 83.14%의 총점을 받으며 전반적으로 좋은 평을 받았다. 《포켓몬스터DP 디아루가·펄기아》의 문제점을 개선하고 새로운 요소를 추가한 점은 호평 받았으나 전작과 너무 유사한 것은 비판 받았다.

## 전작과의 차이점
- 캐릭터의 복장이 달라져 있고 (전작에서는 여름 복장이었으나, 떡잎마을에 눈이 내려 기후에 적응하기 위해 겨울 복장으로 등장한다.), 자기 집에 라이벌이 들어온다.
- 스토리의 메인이 되는 전설의 포켓몬으로 기라티나가 등장한다.
- 스토리가 일부 변경되었다.
- 쉐이미는 스카이 폼으로, 기라티나는 오리진 폼으로 변경이 가능하다.
- 포켓몬스터 DP 디아루가/펄기아와 배틀을 할 경우에는 서로의 화면에서 폼이 달라져 있다.
- 글로벌 터미널의 지오넷에서 어느 언어 판이건 국적을 선택할 수 있어 지오넷을 통해 자신이 살고 있는 나라의 국적이나 자신이 여행하고 싶은 나라의 국적으로 등록이 가능하다.
- 포켓몬스터 DP 디아루가/펄기아에 나왔던 맵과 지형이 달라져 있다.
- 이벤트 특전으로 레지기가스, 레지락, 레지아이스, 레지스틸을 잡을 수 있다.
- 새로 생긴 컨텐츠중 Wi-Fi광장에서는 최대 20명의 플레이어와 미니게임을 즐기는게 가능하다.
- 축복시티에 있던 GTS의 이름이 글로벌 터미널로 바뀌면서 기능이 추가 되었다. GTS뿐만 아니라 배틀 레코더로 찍은 배틀을 구경하거나 올릴수가 있으며 박스셔터를 이용하여 자신의 박스 내용을 올리는 것도 가능하다.
- 디아루가, 펄기아가 동시에 모두 등장한다. 레벨은 70.
- 깨어진 세계(반전 세계)가 생겼다.
- 색상조각으로 더 많은 기술을 배울 수 있다.
- 에레키블, 마그마번 등이 추가되어 신오도감 번호가 151에서 210으로 증가했다.
- 배틀타워의 모드가 둘로 나누어졌는데, 포켓몬 레벨이 강제로 Lv.50으로 줄어드는 Lv.50모드와 유저의 포켓몬 그 상태로 전투가 가능한 무제한모드가 있다. 단(1~49레벨의 포켓몬들은 증가한다.)
- 배틀파크가 배틀 프론티어로 확장되었고, 이에 따라 4개의 시설들이 더 생겨났다.
- 서식지가 바뀐 포켓몬이 있다.
- 일부 야생 포켓몬의 레벨이 상승되거나 하락되었다.
- 체육관 관장, 라이벌, 사천왕이 가진 포켓몬의 레벨이 상향 혹은 하향 조정되었다.
- 아침, 낮, 밤에 그 포켓몬이 나타날 확률이 다른 포켓몬이 생겼다.
- 일부 기술의 능력치와 효과가 바뀌었다.
- 메인 스토리 클리어 후 국제경찰 핸섬과 만날 수 있게 되었다.

## 한국 발매판의 변경된 점
DP와 마찬가지로 게임코너에 있던 미니 게임의 진행 방식이 사행성 게임과 비슷하다는 이유로, 미니 게임이 삭제되고 게임기를 조사하면 동전을 얻는 것으로 바꿨다. 이 때도 DP처럼 게임기에서 나오는 동전의 개수가 5개, 10개, 20개로 동일하나 NPC가 주는 동전은 20개, 50개 등으로 다양하다.

## 평가
| 평가 |        |
| --- | ------ |
| 통합 점수 통합사 점수 게임랭킹스 83.14% [ 1 ] 메타크리틱 84% [ 2 ] 평론 점수 평론사 점수 1UP.com B+ [ 3 ] 유로게이머 7/10 [ 4 ] 패미츠 36/40 [ 5 ] 게임 인포머 8.5/10 [ 6 ] 게임스팟 8/10 [ 7 ] 게임존 7.8/10 [ 8 ] IGN 8.8/10 [ 9 ] 닌텐도 파워 9/10 [ 2 ] |        |
| 통합 점수 |        |
| 통합사 | 점수   |
| 게임랭킹스 | 83.14% |
| 메타크리틱 | 84%    |
| 평론 점수 |        |
| 평론사 | 점수   |
| 1UP.com | B+     |
| 유로게이머 | 7/10   |
| 패미츠 | 36/40  |
| 게임 인포머 | 8.5/10 |
| 게임스팟 | 8/10   |
| 게임존 | 7.8/10 |
| IGN | 8.8/10 |
| 닌텐도 파워 | 9/10   |